# Potentilla griffithii
Potentilla griffithii är en rosväxtart som beskrevs av Joseph Dalton Hooker. Potentilla griffithii ingår i Fingerörtssläktet som ingår i familjen rosväxter. Utöver nominatformen finns också underarten P. g. velutina.